# Прапор Дубового (Тячівський район)
Пра́пор Дубового затверджений рішенням сесії селищної ради.
Автор проекту — А. Гречило. 

## Опис
Квадратне полотнище складається з двох вертикальних смуг - перша складається поперемінно з семи рівновеликих синіх і жовтих горизонтальних смуг, і другої зеленої (1:2). У центрі зеленої смуги герб селища.